# Gubin (ort i Bosnien och Hercegovina)
Gubin är en ort i Bosnien och Hercegovina.   Den ligger i entiteten Federationen Bosnien och Hercegovina, i den västra delen av landet, 140 km väster om huvudstaden Sarajevo. Gubin ligger 716 meter över havet och antalet invånare är 107.
Terrängen runt Gubin är huvudsakligen kuperad, men åt nordväst är den bergig. Runt Gubin är det ganska tätbefolkat, med 93 invånare per kvadratkilometer.. Närmaste större samhälle är Glamoč, 19,0 km nordost om Gubin. 
Omgivningarna runt Gubin är en mosaik av jordbruksmark och naturlig växtlighet.